# Eremedaille van de Deense Schiet-, Gymnastiek- en Atletiekbond
De Eremedaille van de Deense Schiet-, Gymnastiek- en Atletiekbond, (Deens: Danske Skytte-, Gymnastik- og Idrætsforeningers Hæderstegn") werd op 7 juni 1941 door
Koning Christiaan X van Denemarken ingesteld. Ondanks de Duitse bezetting van zijn land was de vorst in Kopenhagen gebleven.
De medaille werd voor de promotie van de genoemde sporten en voor het verdienstelijk beoefenen van de sporten toegekend. De bond bestaat niet meer, wat betekent dat de medaille niet langer wordt uitgereikt.
De bronzen medaille werd aan een tot een vijfhoek gevouwen wit lint met een brede rode streep in het midden en een smalle rode streep aan beide zijkanten op de linkerborst gedragen. Bij minder formele gelegenheden werd op een uniform een baton in de kleuren van het lint gedragen.
Medailles van Verdienste ·
Medaille voor Langdurige Dienst ·
Medaille "Ingenio et Arti" ·
Medaille voor Nobele Daden ·
Ereteken van het Deense Rode Kruis ·
Medaille van Verdienste voor de Groenlandse Onafhankelijkheid ·
Herinneringsmedaille aan de 70e Verjaardag van Hare Majesteit Koningin Margrethe
Herinneringsmedaille aan de 75e Verjaardag van Prins Henrik

Zie ook: Historische Orden van Denemarken · Onderscheidingen in Denemarken